# Gene Hackman
Eugene Allen (Gene) Hackman (San Bernardino (Californië), 30 januari 1930 – Santa Fe (New Mexico), rond 18 februari 2025) was een Amerikaans filmacteur. Hackman schreef meer dan 25 acteerprijzen op zijn naam. Hij won een Oscar voor zijn hoofdrol in The French Connection (1971) en een tweede voor zijn bijrol in Unforgiven (1992), bij in totaal vijf nominaties. Ook won hij twee BAFTA Awards, een Zilveren Beer en vier Golden Globes.

## Biografie
Op zijn zestiende ging Hackman bij de mariniers, waar hij drie jaar diende, onder meer als marconist in China. In 1949 maakte een motorongeluk een einde aan zijn militaire  carrière, waarna hij naar de Universiteit van Illinois trok om journalistiek te studeren. Na een carrière in de televisieproductie te hebben geprobeerd, besloot hij acteur te worden en ging hij naar de toneelschool Pasadena Playhouse in Californië. Hier ontmoette Hackman medestudent Dustin Hoffman. Beiden werd een weinig rooskleurige carrière voorspeld, omdat ze het klassieke uiterlijk voor hoofdrollen ontbeerden.
In 1961, op de leeftijd van 31 jaar, maakte Hackman zijn filmdebuut in Mad Dog Coll. In 1963 speelde hij off-Broadway in zijn theaterdebuut Children at Their Games. In 1964 kreeg hij rollen op Broadway, waarna hij grotere rollen in films ging spelen.
Zijn eerste opvallende rol was in Lilith samen met Warren Beatty. Drie jaar later, in 1967, speelde Hackman de bankovervaller Buck Barrow in Beatty's Bonnie and Clyde, waar hij een Oscarnominatie voor beste mannelijke bijrol voor kreeg. Zijn tweede nominatie volgde in 1970, voor I Never Sang for My Father. In 1971 volgde zijn doorbraak toen hij de New Yorkse rechercheur Jimmy 'Popeye' Doyle speelde in de thriller The French Connection van de regisseur William Friedkin. Voor de rol kreeg Hackman de Academy Award voor beste acteur. Vervolgens speelde hij meer hoofdrollen en minder ondersteunende rollen. Hackman kreeg in 1972 de hoofdrol in de rampenfilm The Poseidon Adventure. In 1974 speelde hij in Francis Ford Coppola's The Conversation. In 1975 kwam met French Connection II het vervolg op The French Connection uit. Met uitzondering van Superman uit 1978, waarin hij Supermans aartsvijand Lex Luthor speelde, haalde Hackman geen successen in de tweede helft van de jaren zeventig en de eerste helft van de jaren tachtig.
In 1983 had Hackman een hit met Under Fire van Roger Spottiswoode. Meerdere successen volgden, tot een hoogtepunt in 1988, waarin hij in vijf films speelde, waaronder Another Woman van Woody Allen en Mississippi Burning van Alan Parker. Voor de laatste film kreeg hij opnieuw een Oscarnominatie. Daarna wisselde Hackman hoofdrollen af met bijrollen, zoals in Unforgiven van Clint Eastwood. Voor deze film, waarin hij een corrupte en sadistische sheriff speelde, kreeg hij zijn tweede Oscar, ditmaal voor beste mannelijke bijrol. Na deze rol volgden enkele moderne westerns.
In 1995 speelde Hackman in twee van de meest succesvolle films van dat jaar, Crimson Tide en Get Shorty. 1998 was eveneens een succesvol jaar, met bijrollen in de tekenfilm Antz en de thriller Enemy of the State. In 2001 speelde hij het hoofd van een disfunctioneel gezin in de tragikomedie The Royal Tenenbaums van Wes Anderson. Voor deze rol won Hackman zijn derde Golden Globe.
Zijn laatste film Welcome to Mooseport kwam in 2004 uit. Na deze film stopte hij met acteren en leidde een teruggetrokken leven. Wel schreef hij enkele historische romans en sprak hij twee documentaires in. Een van zijn hobby's op latere leeftijd was wielertoerisme.

## Privé

### Huwelijken
Hackman was dertig jaar getrouwd met Faye Maltese, met wie hij drie kinderen kreeg. Ze scheidden in 1986. In 1991 hertrouwde hij met de klassiek pianiste Betsy Arakawa.

### Overlijden
Op 26 februari 2025 werden Hackman en zijn tweede echtgenote Arakawa op twee verschillende plekken in hun huis in Santa Fe dood aangetroffen. Een van hun drie honden werd dood in een kast gevonden.
Op 7 maart 2025 werd officieel naar buiten gebracht dat "het redelijk is om te concluderen dat Hackman waarschijnlijk stierf rond 18 februari". Hij overleed aan "hypertensieve en atherosclerotische cardiovasculaire aandoeningen, waarbij de ziekte van Alzheimer een belangrijke bijdragende factor was". Zijn 65-jarige echtgenote stierf waarschijnlijk al een week eerder aan de gevolgen van het hantavirus, dat overgedragen wordt door knaagdieren. Mogelijk stierf ze op 11 februari. Doordat Hackman dementeerde, heeft hij mogelijk niet geweten dat zijn vrouw was overleden. De hond is wellicht verhongerd.

## Filmografie
- The United States Steel Hour (televisieserie) – Joey Carlton (afl. "Little Tin God", 1959)
- The United States Steel Hour (televisieserie) – Steve (afl. "The Pink Burro", 1959)
- Look Up and Live (televisieserie) – Frank Collins (afl. "The End of the Story")
- The United States Steel Hour (televisieserie) – Reverend MacCreighton (afl. "Big Doc's Girl", 1959)
- Brenner (televisieserie) – rol onbekend (afl. "The Buff", 1959)
- The United States Steel Hour (televisieserie) – rol onbekend (afl. "Bride of the Fox", 1960)
- The Defenders (televisieserie) – Jerry Warner (afl. "Quality of Mercy", 1961)
- Tallahassee 7000 (televisieserie) – Joe Lawson (afl. "The Fugitive", 1961)
- The Defenders (televisieserie) – rol onbekend (afl. "Death Across the Counter", 1961)
- Mad Dog Coll (1961) – politieagent (niet op aftiteling)
- The United States Steel Hour (televisieserie) – Ed (afl. "Far from the Shade Tree", 1962)
- Naked City (televisieserie) – rol onbekend (afl. "Prime of Life", 1963)
- The Defenders (televisieserie) – bewaker (afl. "Judgment Eve", 1963)
- Route 66 (televisieserie) – motorrijder (afl. "Who Will Cheer My Bonnie Bride", 1963)
- Ride with Terror (televisiefilm, 1963) – Douglas McCann
- The DuPont Show of the Week (televisieserie) – Douglas McCann (afl. "Ride with Terror", 1963)
- East Side/West Side (televisieserie) – politieagent (afl. "Creeps Live Here", 1963)
- Lilith (1964) – Norman
- The Trials of O'Brien (televisieserie) – Roger Nathan (afl. "The Only Game in Town", 1966)
- Hawk (televisieserie) – Houston Worth (afl. "Do Not Mutilate of Spindle", 1966)
- Hawaï (1966) – Dr. John Whipple
- The F.B.I. (televisieserie) – Herb Kenyon (afl. "The Courier", 1967)
- First to Fight (1967) – Sgt. Tweed
- A Covenant with Death (1967) – Harmsworth
- Community Shelter Planning (1967) – Donald Ross – Regional Civil Defense Officer
- Bonnie and Clyde (1967) – Buck Barrow
- The Invaders (televisieserie) – Tom Jessup (afl. "The Spores", 1967)
- The Iron Horse (televisieserie) – Harry Wadsworth (afl. "Leopards Try, But Leopards Can't", 1967)
- Banning (1967) – Tommy Del Gaddo
- CBS Playhouse (televisieserie) – Ned (afl. "My Father and My Mother", 1968)
- I Spy (televisieserie) – Frank Hunter (afl. "Happy Birthday...Everybody", 1968)
- The Split (1968) – Detective Lt. Walter Brill
- Shadow on the Land (televisiefilm, 1968) – Rev. Thomas Davis
- Riot (1969) – Red Fraker
- The Gypsy Moths (1969) – Joe Browdy
- Downhill Racer (1969) – Eugene Claire
- Marooned (1969) – Buzz Lloyd
- I Never Sang for My Father (1970) – Gene Garrison
- Doctor's Wives (1971) – Dr. Dave Randolph
- The French Connection (1971) – Det. Jimmy 'Popeye' Doyle
- Cisco Pike (1972) – Sergeant Leo Holland
- Prime Cut (1972) – Mary Ann
- The Poseidon Adventure (1972) – Rev. Frank Scott
- Scarecrow (1973) – Max Millan
- The Conversation (1974) – Harry Caul
- Zandy's Bride (1974) – Zandy Allan
- Young Frankenstein (1974) – The Blindman (Harold)
- Bite the Bullet (1975) – Sam Clayton
- French Connection II (1975) – Det. Jimmy 'Popeye' Doyle
- Night Moves (1975) – Harry Moseby
- Lucky Lady (1975) – Kibby Womack
- The Domino Principle (1977) – Roy Tucker
- A Bridge Too Far (1977) – Maj. Gen. Stanislaw Sosabowski
- March or Die (1977) – Maj. William Sherman Foster
- Superman (1978) – Lex Luthor
- Superman II (1980) – Lex Luthor
- All Night Long (1981) – George Dupler
- Reds (1981) – Pete Van Wherry
- Under Fire (1983) – Alex Grazier
- Two of a Kind (1983) – stem van God (niet op aftiteling)
- Uncommon Valor (1983) – Col. Cal Rhodes
- Eureka (1983) – Jack McCann
- Misunderstood (1984) – Ned Rawley
- Twice in a Lifetime (1985) – Harry MacKenzie
- Target (1985) – Walter Lloyd/Duncan (Duke) Potter
- Power (1986) – Wilfred Buckley
- Hoosiers (1986) – Coach Norman Dale
- Superman IV: The Quest for Peace (1987) – Lex Luthor
- No Way Out (1987) – Defense Secretary David Brice
- Bat*21 (1988) – Lt. Col. Iceal Hambleton
- Another Woman (1988) – Larry Lewis
- Split Decisions (1988) – Dan McGuinn
- Full Moon in Blue Water (1988) – Floyd
- Mississippi Burning (1988) – Agent Rupert Anderson
- The Package (1989) – Sgt. Johnny Gallagher
- Loose Cannons (1990) – MacArthur Stern
- Postcards from the Edge (1990) – Lowell Kolchek
- Narrow Margin (1990) – Robert Caulfield
- Class Action (1991) – Jedediah Tucker Ward
- Company Business (1991) – Sam Boyd
- Unforgiven (1992) – Little Bill Daggett
- The Firm (1993) – Avery Tolar
- Geronimo: An American Legend (1993) – Brig. Gen. George Crook
- Wyatt Earp (1994) – Nicholas Earp
- The Quick and the Dead (1995) – John Herod
- Crimson Tide (1995) – Capt. Frank Ramsey
- Get Shorty (1995) – Harry Zimm
- The Birdcage (1996) – Sen. Kevin Keeley
- Extreme Measures (1996) – Dr. Lawrence Myrick
- The Chamber (1996) – Sam Cayhall
- Absolute Power (1997) – President Allen Richmond
- Twilight (1998) – Jack Ames
- Antz (1998) – General Mandible (stem)
- Enemy of the State (1998) – Brill
- Under Suspicion (2000) – Henry Hearst
- The Replacements (2000) – Jimmy McGinty
- The Mexican (2001) – Arnold Margolese
- Heartbreakers (2001) – William B. Tensy
- Heist (2001) – Joe Moore
- The Royal Tenenbaums (2001) – Royal Tenenbaum
- Behind Enemy Lines (2001) – Admiraal Leslie McMahon Reigart
- Runaway Jury (2003) – Rankin Fitch
- Welcome to Mooseport (2004) – Monroe Cole

- Bibsys: 90945876
- Biblioteca Nacional de España: XX4579574
- Bibliothèque nationale de France: cb13894865k (data)
- Catàleg d'autoritats de noms i títols de Catalunya: 981058512759006706
- CiNii: DA08003614
- Gemeinsame Normdatei: 12234121X
- International Standard Name Identifier: 0000 0001 1576 436X
- Library of Congress Control Number: n88021877
- Nationale Bibliotheek van Letland: 000243705
- MusicBrainz: c898abd6-f602-4312-a4ba-f4499f214c28
- Nationale Bibliotheek van Tsjechië: jn20000700653
- Nationale bibliotheek van Australië: 35662909
- Nationale Bibliotheek van Israël: 987007576096605171
- Nationale Bibliotheek van Polen: a0000001253385
- Nederlandse Thesaurus van Auteursnamen: 070621314
- Istituto Centrale per il Catalogo Unico: RAVV088641
- SNAC: w6sj1rv5
- Système universitaire de documentation: 056598815
- Trove: 1031978
- Virtual International Authority File: 84033909
- WorldCat: E39PBJc3DfdRjqD4pjHvPFBF8C